# Tłusteńkie
Tłusteńkie (ukr. Товстеньке, Towsteńke) – wieś na Ukrainie, w  rejonie czortkowskim obwodu tarnopolskiego, w hromadzie Kolędziany. W 2001 roku liczyła 930 mieszkańców.

## Historia
Właścicielami dóbr ziemskich Tłusteńkie byli Kornel Horodyski (zm. 1898) i jego starszy syn Leon (1868–1927). 
W 1921 r. z inicjatywy księdza Iwana Bławackiego wykonano pierwszy w Galicji pomnik ukraińskich Strzelców Siczowych i żołnierzy Ukraińskiej Armii Halickiej.
Przed rokiem 1934 wieś była samodzielną gminą. W II Rzeczypospolitej wieś włączono do gminy Czarnokońce Wielkie (powiat kopyczyniecki, województwo tarnopolskie). 
W 1921 r. wieś liczyła 415 zagród i 1925 mieszkańców, w tym 1289 Rusinów, 601 Polaków i 58 Żydów. W 1942 r. nacjonaliści ukraińscy zamordowali 6-osobową rodzinę żydowską, a w latach 1943–1944 z ich rąk zginęło 63 Polaków.
Po II wojnie światowej wieś znalazła się w ZSRR.

## Religia
- Cerkiew Trójcy Przenajświętszej (1847, murowana, greckokatolicka).
- Kościół pw. Najświętszego Serca Jezusa, murowany, wzniesiony w latach 1909 - 1912. Po ukończeniu jego budowy powstała tu samodzielna parafia rzymskokatolicka, wydzielona z parafii w Sidorowie. Po II wojnie światowej kościół został opuszczony[7][8].

## Urodzeni
- Sydir Hołubowycz (1873–1938) – ukraiński adwokat i polityk, poseł austriackiego parlamentu od 1911 oraz Sejmu Galicyjskiego od 1913, premier Zachodnioukraińskiej Republiki Ludowej (grudzień 1918–1919).
- Franciszek Horodyski (1871–1935) – polski malarz portrecista.
- Borys Jaworski (ur. 1949) – ukraiński malarz.